# Hellenus hastatoides
Hellenus hastatoides is een krabbensoort uit de familie van de Portunidae. De wetenschappelijke naam van de soort is voor het eerst geldig gepubliceerd door Fabricius.